# Sid Ali Lazazi
 (11 août 2025).
Le texte peut changer fréquemment, n’est peut-être pas à jour et peut manquer de recul. N’hésitez pas à participer, en veillant à citer vos sources.
 (mars 2020).
Sid Ali Lazazi, né le 20 septembre 1957 à Hussein Dey (Algérie) et mort le 11 août 2025, est un footballeur international algérien. Durant sa carrière de joueur, entre 1977 et 1993, il évolue au poste de milieu gauche et aillier gauche sous le maillot no 7 et no 11.
Surnommé El Raya (« le rail »), il est considéré comme l'un des meilleurs joueurs de l'histoire du NA Hussein Dey.
Il compte deux sélections en équipe nationale en 1981.

## Palmarès
- Vice-champion d'Algérie en 1982 avec le NA Hussein Dey.
- Vainqueur de la Coupe d'Algérie en 1979 avec le NA Hussein Dey.
- Finaliste de la Coupe d'Algérie en 1982 avec le NA Hussein Dey.
- Finaliste de la Coupe d'Afrique des vainqueurs de coupe en 1978 avec le NA Hussein Dey.